# Lathuile
Lathuile är en kommun i departementet Haute-Savoie i regionen Auvergne-Rhône-Alpes i sydöstra Frankrike. Kommunen ligger i kantonen Faverges som tillhör arrondissementet Annecy. År 2022 hade Lathuile 1 076 invånare.

## Befolkningsutveckling
Antalet invånare i kommunen Lathuile
| Referens: INSEE |